# Copa Independência de Futebol Sub-17 de 2013
A Copa Independência de Futebol Sub-17 de 2013 é a quarta edição deste evento esportivo, um torneio internacional de futebol masculino Sub-17, que ocorre no México. A competição ocorreu de 19 a 25 de agosto de 2013.

## Regulamento
O torneio é disputado através do sistema de Grupos e Eliminatórias. Na primeira fase, as dez equipes são divididas em dois grupos de cinco, aonde disputam os jogos dentro de seu grupo, e são classificadas de acordo com o sistema de pontos corridos.
Para a segunda fase se classificam os dois primeiros colocados de cada grupo, respeitando-se os critérios de desempate da competição. Nesta fase os clubes se enfrentam em jogo único, o primeiro colocado do Grupo A enfrenta o segundo do Grupo B e o primeiro do Grupo B o segundo do Grupo A, classificando-se os vencedores de cada disputa à final da competição, que também ocorre em jogo único. Os perdedores dos confrontos semifinais, decidem a terceira colocação também em jogo único.

### Critérios de desempate
Em caso de empate por pontos entre dois clubes, os critérios de desempate serão aplicados na seguinte ordem:
1. Número de vitórias
2. Saldo de gols
3. Gols pró
4. Gols contra
5. Número de cartões vermelhos
6. Número de cartões amarelos
7. Sorteio

## Equipes participantes
| - América - Barcelona - Chivas Guadalajara - Corinthians - Cruz Azul | - Pumas - Real Madrid - Tigres UANL - Toluca - Universidad de Chile |

## Resultados

### Grupo A
| Pos. | Seleção            | Pts | J | V | E | D | GP | GC | SG |
| ---- | ------------------ | --- | - | - | - | - | -- | -- | -- |
| 1    | Chivas Guadalajara | 10  | 4 | 3 | 1 | 0 | 6  | 2  | +4 |
| 2    | Tigres UANL        | 6   | 4 | 2 | 0 | 2 | 4  | 5  | -1 |
| 3    | Cruz Azul          | 6   | 4 | 2 | 0 | 2 | 5  | 8  | -3 |
| 4    | Corinthians        | 5   | 4 | 1 | 2 | 1 | 7  | 3  | +4 |
| 5    | Real Madrid        | 1   | 4 | 0 | 1 | 3 | 4  | 8  | -4 |

### Grupo B
| Pos. | Seleção              | Pts | J | V | E | D | GP | GC | SG |
| ---- | -------------------- | --- | - | - | - | - | -- | -- | -- |
| 1    | Pumas                | 7   | 4 | 2 | 1 | 1 | 3  | 1  | +2 |
| 2    | Universidad de Chile | 7   | 4 | 2 | 1 | 1 | 3  | 2  | +1 |
| 3    | Toluca               | 5   | 4 | 1 | 2 | 1 | 4  | 3  | +1 |
| 4    | América              | 5   | 4 | 1 | 2 | 0 | 2  | 2  | 0  |
| 5    | Barcelona            | 3   | 4 | 1 | 0 | 3 | 1  | 5  | -4 |

## Fase final
|  | Semifinais           | Semifinais  |   |                      | Final              | Final |  |
|  |                      |             |   |                      |                    |       |  |
|  |                      |             |   |                      |                    |       |  |
|  | Chivas Guadalajara   | 1           |   |                      |                    |       |  |
|  | Universidad de Chile | 0           |   |                      |                    |       |  |
|  |                      |             |   |                      |                    |       |  |
|  |                      |             |   |                      |                    |       |  |
|  |                      |             |   |                      | Chivas Guadalajara | 1     |  |
|  |                      | Tigres UANL | 0 |                      |                    |       |  |
|  |                      |             |   |                      |                    |       |  |
|  |                      |             |   |                      |                    |       |  |
|  |                      |             |   |                      | Terceiro lugar     |       |  |
|  |                      |             |   |                      |                    |       |  |
|  | Pumas                | 1 (3)       |   | Universidad de Chile | 1                  |       |  |
|  | Tigres UANL          | 1 (5)       |   |                      | Pumas              | 2     |  |

## Classificação final
A classificação final é determinada através da fase em que a seleção alcançou e a sua pontuação, levando em conta os critérios de desempate.
| Pos.                        | Seleção              | Gr | Pts | J | V | E | D | GP | GC | SG |
| --------------------------- | -------------------- | -- | --- | - | - | - | - | -- | -- | -- |
| Final                       |                      |    |     |   |   |   |   |    |    |    |
| 1                           | Chivas Guadalajara   | A  | 16  | 6 | 5 | 1 | 0 | 8  | 2  | +6 |
| 2                           | Tigres UANL          | A  | 7   | 6 | 2 | 1 | 3 | 5  | 7  | -2 |
| Decisão do 3º e 4º lugares  |                      |    |     |   |   |   |   |    |    |    |
| 3                           | Pumas                | B  | 11  | 6 | 3 | 2 | 1 | 6  | 3  | +3 |
| 4                           | Universidad de Chile | B  | 7   | 6 | 2 | 1 | 3 | 4  | 5  | -1 |
| Eliminados na primeira fase |                      |    |     |   |   |   |   |    |    |    |
| 5                           | Cruz Azul            | A  | 6   | 4 | 2 | 0 | 2 | 5  | 8  | -3 |
| 6                           | Corinthians          | A  | 5   | 4 | 1 | 2 | 1 | 7  | 3  | +4 |
| 7                           | Toluca               | B  | 5   | 4 | 1 | 2 | 1 | 4  | 3  | +1 |
| 8                           | América              | B  | 5   | 4 | 1 | 2 | 0 | 2  | 2  | 0  |
| 9                           | Barcelona            | B  | 3   | 4 | 1 | 0 | 3 | 1  | 5  | -4 |
| 10                          | Real Madrid          | A  | 1   | 4 | 0 | 1 | 3 | 4  | 8  | -4 |

## Premiações
| Copa Independência de Futebol Sub-17 de 2013 |
| México                                       |
| -------------------------------------------- |
| Chivas Guadalajara Campeão (2º título)       |